# Aeroportul Tamana
Aeroportul Tamana (IATA: TMN, ICAO: NGTM) este un aeroport din Kiribati ce deservește zona Tamana⁠(d).
Situat la o altitudine de 2 m, aeroportul dispune de o singură pistă.